# Новострой (Челябинская область)
Новостро́й — посёлок в Ашинском районе Челябинской области России. Входит в состав Укского сельского поселения. Расположен на границе с Башкортостаном, вблизи федеральной автодороги М-5 «Урал». 

## Население
| 2002 | 2010 |
| ---- | ---- |
| 44   | ↘39  |

По данным Всероссийской переписи, в 2010 году численность населения посёлка составляла 39 человек (17 мужчин и 22 женщины).

## Улицы
Уличная сеть посёлка состоит из 1 улицы.